# Chanson humoristique
Cet article présente des exemples de chansons humoristiques.

## Chanteurs et chansons à sketches
- Boby Lapointe : Aragon et Castille
- Bourvil : Un clair de lune à Maubeuge, À bicyclette, La Tactique du gendarme, À Joinville-le-Pont, Les Abeilles, Pouet Pouet
- Fernandel : Félicie aussi, Faut pas bouder Bouddha, Ignace, Le tango corse, "On dit qu'il en est"
- Ray Ventura : Tout va très bien Madame la marquise,  Ça vaut mieux que d'attraper la scarlatine, Tiens, tiens, tiens, C'est toujours ça d'pris
- Georges Milton : La Fille du bédouin , Si j'étais chef de gare
- Fred Adison : Avec les pompiers, Quand un gendarme rit
- Jacques Hélian : Étoile des Neiges, Musique en tête, Fleur de Paris, Mr le Consul à Curitiba, avec le groupe « Les Hélianes » : Ginette Garcin, Jean Marco, Jo Charrier et Zappy Max
- Raymond Legrand (père de Michel Legrand) : La guitare à Chiquita, Mademoiselle swing
- Jo Bouillon (mari de Joséphine Baker, a accompagné Mistinguett et Maurice Chevalier) : Le lambeth-walk
- Georgius : Au lycée Papillon
- Henri Génès : Le facteur de Santa-Cruz
- Annie Cordy : La bonne du curé, Cho Ka Ka O, Tata Yoyo, Café, tabac!, Mademoiselle piqure
- Richard Gotainer : Le mambo du décalco, Le Youki, Poil au tableau, Quatuor en détresse
- Carlos : Papayou, Tout nu, tout bronzé, Big bisou, La bamboula
- Coluche : Misère, J'y ai dit viens (chanson canadienne)
- Dario Moreno
- Marie Reno se fait remarquer sur les réseaux sociaux et youtube avec plusieurs millions de vues de ses chansons[1].
- Les Inconnus : Isabelle a les yeux bleus, Rap-Tout, Auteuil Neuilly Passy, Vice-versa
- Didier Bénureau : Chanson pour Moralès, Le Cha-cha-cha de Maman
- Laurie Peret : 1, 2, 3 (chansons sur l'accouchement)

- Patrick Topaloff

- Sim

- Les Charlots

- Ricet Barrier

- Georges Brassens

- Gaston Ouvrard

- Boris Vian

- Robert Lamoureux

- Le Grand Orchestre du Splendid

- Henri Salvador

- Aristide Bruant

- Denis Pépin

- Vincent Lagaf'

- Dupont et Pondu

## Groupes vocaux humoristiques
- Les Frères Jacques
- Les Quatre Barbus
- The Swingle Singers
- Les Charlots
- La Chanson du dimanche
- Les Wriggles
- Les Rois de la Suède
- Fatal Bazooka
- The Lonely Island
- Flight of the Conchords
- Garfunkel and Oates